# Guillermo Francisco Escobar Galicia
Guillermo Francisco Escobar Galicia (Otumba, 2 de abril de 1955) é bispo de Teotihuacán.
Guillermo Francisco Escobar Galicia recebeu o Sacramento da Ordem em 13 de agosto de 1983 pela Diocese de Texcoco.
Em 3 de dezembro de 2008, o Papa Bento XVI o nomeou como o primeiro bispo da Diocese de Teotihuacán. 
O Arcebispo de Tlalnepantla, Carlos Aguiar Retes, o consagrou em 24 de fevereiro de 2009. Os co-consagradores foram o Núncio Apostólico no México, Arcebispo Christophe Pierre, e o Arcebispo de Tegucigalpa, Cardeal Óscar Rodríguez Maradiaga SDB. 